# 人字瀑
人字瀑是安徽黄山的三个著名瀑布之一，与百丈瀑均位于黄山入口的温泉景区。
人字瀑位于朱砂峰与紫云峰之间，源出天都峰、紫石峰、钵盂峰，每年春夏溪水丰裕之时，水流汇集到瀑布顶端时，分为两支，以26°夹角相交，从坡度在60°左右的峭壁两边奔腾而下，直冲谷底，落差80米，如同巨大的“人”字。秋冬季进入枯水季,则水量大减。 
人字瀑所在的温泉景区为黄山开发最早的区域，历史遗迹较多，重要的有罗汉级、观瀑楼、听涛居。
罗汉级：在人字瀑“一撇一捺”中间绝壁上，为古时茅篷（今温泉地区）至慈光寺的步道，约有五百级，全长百米，中部最陡处达80°以上，是黄山最险峻的步道。罗汉级开凿于明代万历年间（约在1611年8月至1612年4月间）。1930年代，黄山道路陆续开辟，罗汉级废弃。
现存的观瀑楼、听涛居等观景建筑均为民国时期修建，已列为全国重点文物保护单位。观瀑楼是观看人字瀑的最佳位置。